# Dovers Glacier
Dovers Glacier är en glaciär i Antarktis. Den ligger i Östantarktis. Australien gör anspråk på området. Dovers Glacier ligger 56 meter över havet.
Terrängen runt Dovers Glacier är platt åt nordost, men åt sydväst är den kuperad. Trakten är obefolkad. Det finns inga samhällen i närheten. 